# Benice (Chrášťany)
Benice (Duits: Benitz of Benitz in Böhmen) is een Tsjechische plaats in de gemeente Chrášťany, regio Midden-Bohemen, en maakt deel uit van het district Benešov. Het dorp ligt op ongeveer 1,5 kilometer afstand van Chrášťany en op ongeveer 11 kilometer afstand van de stad Benešov.
Benice telt 9 inwoners (2021).

## Geografie
Benice ligt aan de Tloskovskýbeek, die tevens uitmondt in de dorpsvijver.

## Geschiedenis
De eerste schriftelijke vermelding van het dorp dateert van 1318.
Tijdens de Tweede Wereldoorlog maakte Benice deel uit van het militaire oefenterrein van de SS Benešov. De inwoners moesten op 1 april 1943 noodgedwongen verhuizen en konden pas na de oorlog weer terugkeren. In 1949 werd Benice, samen met Chrášťany, ingedeeld bij het district Benešov.

## Verkeer en vervoer

### Autowegen
Er leidt een regionale weg naar het dorp.

### Spoorlijnen
Er is geen station in Benice. Het dichtstbijzijnde station is in Benešov, op zo'n acht kilometer afstand.

### Buslijnen
Er is één bushalte in het dorp:
| Halte             | Lijn | Traject                           | Vervoerder   |
| ----------------- | ---- | --------------------------------- | ------------ |
| Chrášťany, Benice | 438  | Hradištko - Netvořice (- Benešov) | CŠAD Benešov |

## Bezienswaardigheden
- Dorpsvijver

## Galerij

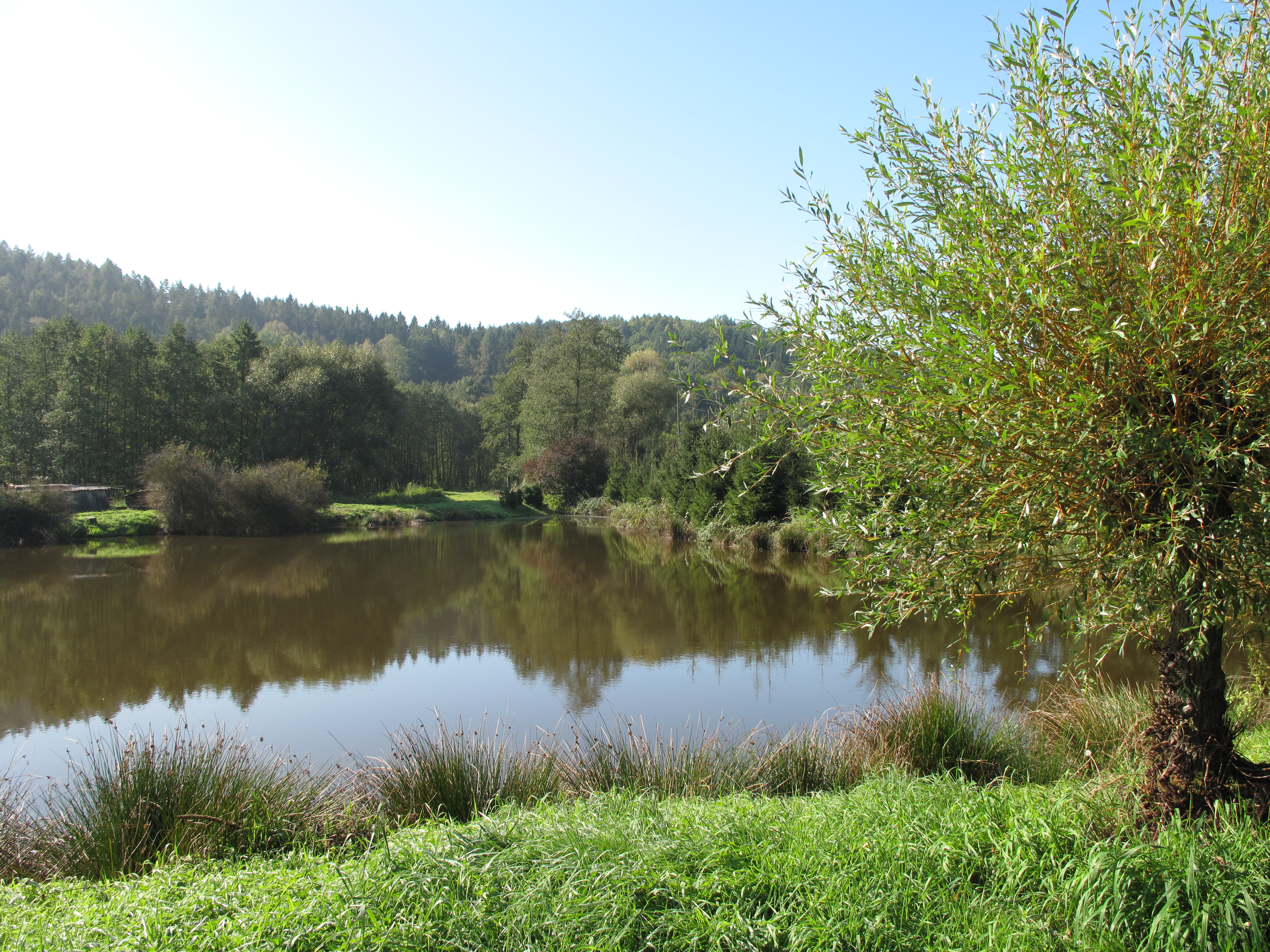
Dorpsvijver (2014)
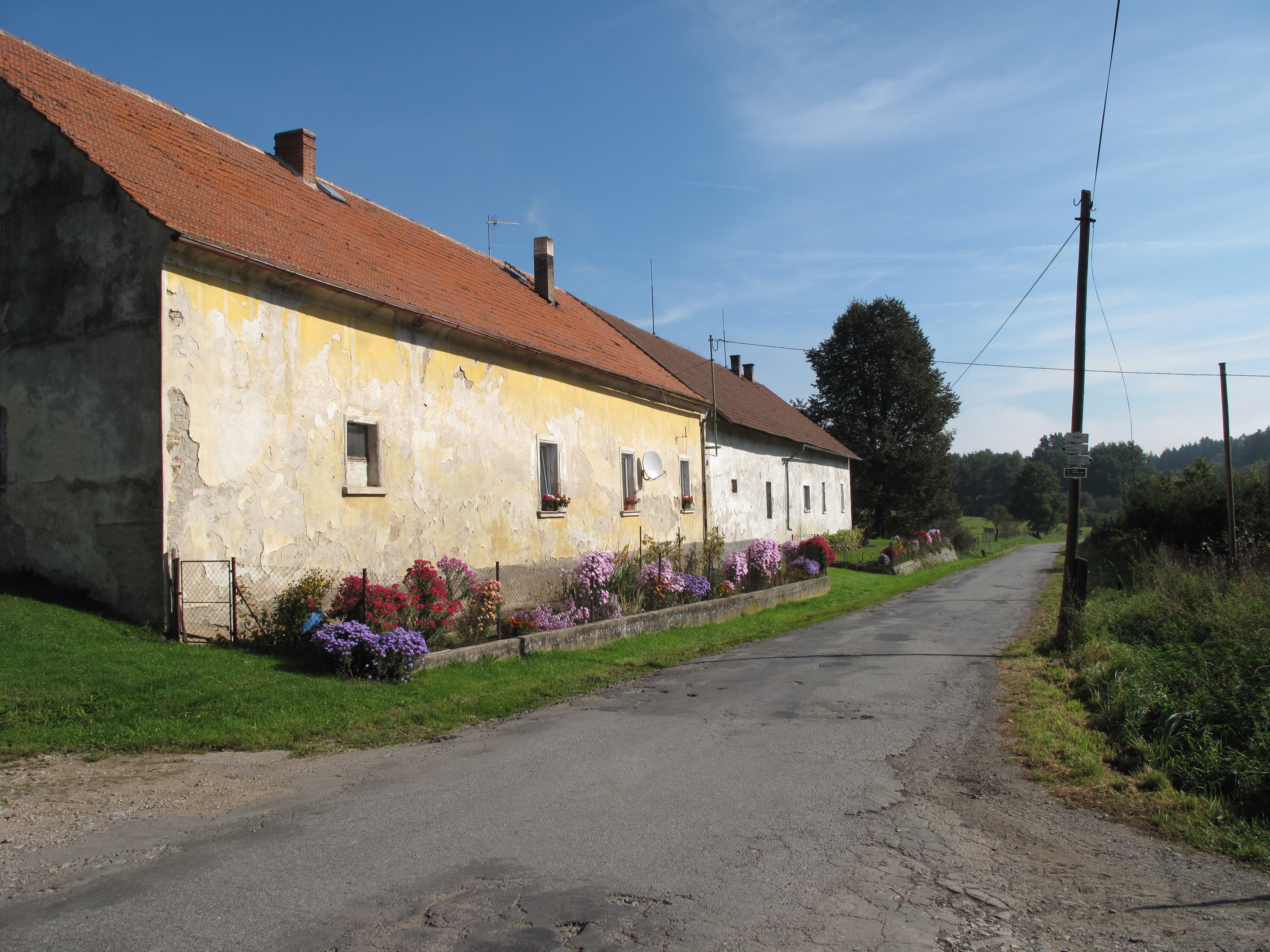
Weg door het dorp (2014)
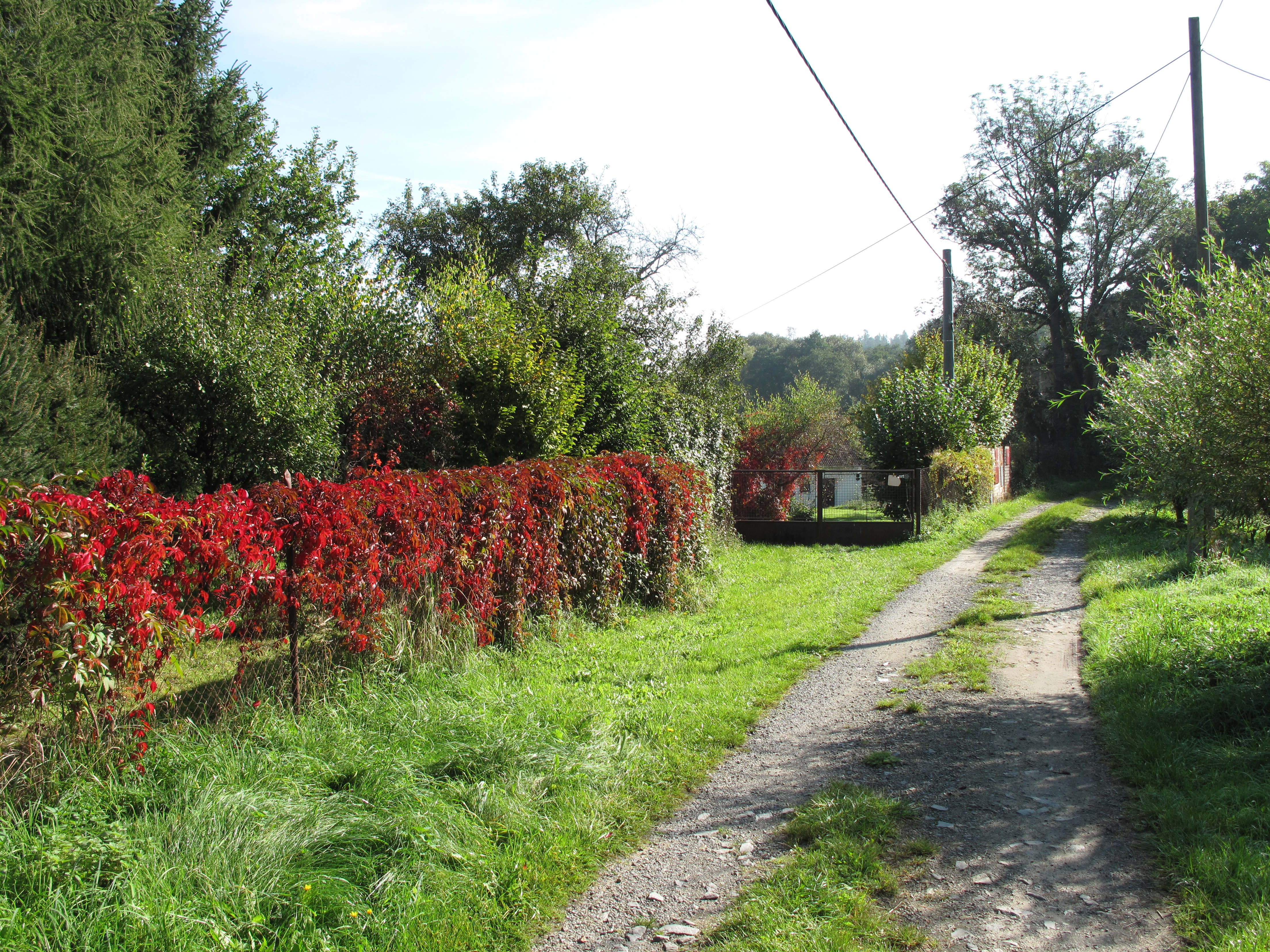
Pad in het dorp (2014)